# Xã Madison, Quận Allen, Indiana
Xã Madison (tiếng Anh: Madison Township) là một xã thuộc quận Allen, tiểu bang Indiana, Hoa Kỳ. Năm 2010, dân số của xã này là 1.771 người.